# 詹姆斯·舍伊佛爾·伍茲沃思
詹姆斯·舍伊佛爾·伍茲沃思（英語：James Shaver Woodsworth，1874年7月29日—1942年3月21日）是加拿大政治人物，協同聯邦黨（今天的新民主黨的前身）的創黨主席。他是加拿大養老金系統的主要推動人之一。